# Europäische Verkehrsministerkonferenz

Mitgliedsstaaten der Europäischen Verkehrsministerkonferenz

Die Europäische Verkehrsministerkonferenz (englisch European Conference of Ministers of Transport (ECMT), französisch Conférence Européenne des Ministres des Transports (CEMT)) ist ein institutionalisiertes Forum der Regierungen zur Harmonisierung europäischer Verkehrsangelegenheiten.
Bei ihrer Tagung in Dublin im Mai 2006 haben die Verkehrsminister beschlossen das International Transport Forum (ITF) ins Leben zu rufen, um auch Ländern jenseits des geographischen Europa einen Beitritt zu ermöglichen. Das ITF hat einen globalen Anspruch und ist eine der OECD angegliederte Organisation. Die Gründungsmitglieder des ITF sind alle Mitgliedsstaaten der OECD sowie einige Länder aus Zentral- und Osteuropa.
Die bisher von der CEMT geregelten Aktivitäten mit der sogenannten CEMT-Genehmigung werden weitergeführt unter diesem Namen, jedoch wurden sie dem neuen ITF untergeordnet. Eine solche Genehmigung erlaubt einem Transporteur das Durchführen von Fahrten im Dreiländerverkehr.

## Mitgliedsstaaten
- Albanien
- Armenien
- Aserbaidschan
- Belarus
- Belgien
- Bosnien und Herzegowina
- Bulgarien
- Dänemark
- Deutschland
- Estland
- Finnland
- Frankreich
- Georgien
- Griechenland
- Irland
- Italien
- Kroatien
- Lettland
- Liechtenstein
- Litauen
- Luxemburg
- Malta
- Moldawien
- Montenegro
- Niederlande
- Nordmazedonien
- Norwegen
- Österreich
- Polen
- Portugal
- Rumänien
- Russische Föderation
- Schweden
- Schweiz
- Serbien
- Slowakische Republik
- Slowenien
- Spanien
- Tschechische Republik
- Türkei
- Ukraine
- Ungarn
- Vereinigtes Königreich